# جايسون كيندال
جايسون كيندال (بالإنجليزية: Jason Kendall)‏ هو لاعب كرة قاعدة أمريكي، ولد في 26 يونيو 1974 في سان دييغو في الولايات المتحدة.

## وصلات خارجية
- جايسون كيندال على موقع دوري كرة القاعدة الرئيسي (الإنجليزية)
- جايسون كيندال على موقعبيزبول رفرنس.كوم (الدوري الرئيسي) (الإنجليزية)
- جايسون كيندال على موقعبيزبول رفرنس.كوم (الدوري الثانوي) (الإنجليزية)
- جايسون كيندال على موقع جمعية أبحاث البيسبول الأمريكية (الإنجليزية)
- جايسون كيندال على موقع إي إس بي إن.كوم (أم.أل.بي) (الإنجليزية)
- جايسون كيندال على موقع مشجعي الرسوم البيانية (الإنجليزية)